# Pierre Gravel
Pour les articles homonymes, voir Gravel et Pierre Gravel (homonymie).
L'abbé Pierre Gravel (24 septembre 1899 à Château-Richer, Québec - 29 août 1977 à Québec à l'âge de 77 ans, un mois avant son 78e anniversaire). Nationaliste québécois, il a participé à la vie sociale du Québec de maintes façons.

## La jeunesse
Pierre Gravel est le fils de Pierre Gravel, menuisier, et d’Edwidge Soucy.
Il est ordonné prêtre dans sa paroisse natale le 24 avril 1924. D’abord enseignant au Petit Séminaire de Québec, il est suspendu de ses fonctions après avoir lu en classe un article du journal l’Action catholique fustigeant le premier ministre Louis-Alexandre Taschereau.

## Vicaire à Saint-Alphonse de Thetford Mines
Il est alors nommé vicaire de la paroisse Saint-Alphonse de Thetford Mines, fonction qu’il exerce du 17 mai 1924 au 23 décembre 1935. Il y est directeur de l’œuvre de jeunesse, du cercle local de l’Action catholique de la jeunesse canadienne-française, d’un cercle dramatique, d’une fanfare et de nombreux clubs sportifs. Il est également collaborateur aux journaux locaux Le Mégantic et Le Canadien. Il est le directeur du dernier pendant une très courte période.

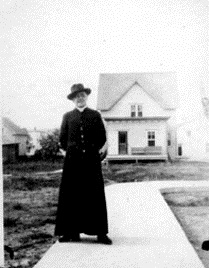
À Saint-Alphonse

Pierre Gravel fonde en 1931 le Cercle ouvrier de Thetford Mines, œuvre préliminaire à la fondation en 1935 du Syndicat national catholique de l’Amiante, dont il est l’aumônier directeur. Le syndicat rassemble des ouvriers de l’industrie de l’amiante de Thetford Mines, Asbestos, Black Lake et East Broughton. Pierre Gravel multiplie les conférences sur le syndicalisme dans les Cantons de l’Est malgré l’opposition des patrons de l’industrie de l’amiante, qui tentent d’obtenir sa mutation.
Au cours de l’élection générale provinciale de 1935, Pierre Gravel parle publiquement contre le gouvernement de Louis-Alexandre Taschereau, qu’il tient responsable du mauvais sort des travailleurs. Il appuie la candidature de trois candidats de l’Union nationale, soit Tancrède Labbé dans Mégantic, Vital Cliche dans la Beauce et Albert Goudreault dans Richmond. Tous trois sont élus. Pierre Gravel poursuit son implication politique après la campagne. Lors d’une assemblée publique tenue au marché Saint-Jacques à Montréal le 15 décembre 1935, il accuse le Parti libéral d’avoir volé les élections et de s’être uni aux capitalistes pour faire peser « une misère épouvantable » sur les Canadiens français. À la suite de plaintes répétées de Louis-Alexandre Taschereau, le cardinal Villeneuve transfère Pierre Gravel à la paroisse Saint-Roch de Québec.

## Vicaire à Saint-Roch de Québec
À Québec, Pierre Gravel devient un conférencier nationaliste bien en vue. Il est proche du journal La Nation de Paul Bouchard ainsi que du Parti national de Philippe Hamel. L’abbé Gravel multiplie les conférences où il vante les exploits des dictateurs européens, en particulier Antonio de Oliveira Salazar. Tout au long de la guerre civile espagnole, il fait l’éloge du général Francisco Franco. Au cours de la Seconde Guerre mondiale, il défend le maréchal Philippe Pétain contre ses détracteurs. En 1938, le député Thomas Langton Church de Toronto-Broadview demande au gouvernement fédéral d’intervenir contre ce prêtre aux tendances révolutionnaires. Pierre Gravel reçoit à maintes reprises les éloges du journal La Nation, mais est également attaqué à maintes reprises par le journaliste Jean-Charles Harvey dans le journal Le Jour. Ses propos racistes proférés à l'endroit des Irlandais et des Juifs dérangent le cardinal Villeneuve. Il est un militant actif de l'Action libérale nationale de Paul Gouin.
Au cours de la Seconde Guerre mondiale, ses conférences contre la participation du Canada à la guerre et contre la conscription le placent dans la mire du ministre de la justice Ernest Lapointe et de la police montée royale canadienne. L’abbé Gravel redouble de prudence et évite les sanctions légales, bien qu’il ait reçu un avertissement formel de la part du cardinal Villeneuve. Aux élections provinciales de 1944, Pierre Gravel offre son soutien au Bloc populaire canadien. Il est collaborateur à l’hebdomadaire Le Bloc, journal du parti. Cherchant à obtenir l’union des partis nationalistes contre le Parti libéral, il obtient du Bloc populaire canadien qu’il ne présente pas de candidat contre Tancrède Labbé dans Mégantic.

## Curé de Boischatel
L’abbé Gravel est nommé curé de la paroisse de Boischatel en 1947. Il est désormais un militant anticommuniste. Lors de la grève d'Asbestos en 1949, il prend le parti des patrons et du gouvernement. Il devient un partisan et un ami personnel de Maurice Duplessis. Dans les années 1960, il est toujours un conférencier très populaire dans la région de Québec. Il publie un feuillet paroissial, Le Boischatel, qui diffuse une pensée très réactionnaire et opposée à la Révolution tranquille.
Pierre Gravel meurt le 29 août 1977.

### Archives
- Le fonds d'archives de  Pierre Gravel est conservé au centre d'archives de Québec de Bibliothèque et Archives nationales du Québec[2].